# 马丁·霍夫曼
马丁·霍夫曼（德語：Martin Hoffmann，1955年3月22日—），德国男子足球运动员，司职前锋。他曾代表东德国奥队参加1976年夏季奥林匹克运动会足球比赛，获得一枚金牌。